# Туколанда
Туколанда — река в России, протекает в Красноярском крае. Впадает в реку Русскую, в 169 км от устья по левому берегу. Длина реки — 57 км.
Основным притоком является река Ольнер-Бирия.

## Данные водного реестра
По данным государственного водного реестра России относится к Нижнеобскому бассейновому округу, водохозяйственный участок реки — Таз, речной подбассейн реки — Подбассейн отсутствует. Речной бассейн реки — Таз.
По данным геоинформационной системы водохозяйственного районирования территории РФ, подготовленной Федеральным агентством водных ресурсов:
- Код водного объекта в государственном водном реестре — 15050000112115300070479
- Код по гидрологической изученности (ГИ) — 115307047
- Код бассейна — 15.05.00.001
- Номер тома по ГИ — 15
- Выпуск по ГИ — 3